# Ussun-Kiuiol
Ussun-Kiuiol (en rus: Усун-Кюёль) és un poble de la república de Sakhà, a Rússia, que el 2018 tenia 572 habitants, pertany al districte de Borogontsi.